# Charles Heber Clark
Charles Heber Clark, född den 11 juli 1841 i Berlin, Maryland, död den 10 augusti 1915 i Eagles Mere, Pennsylvania, var en amerikansk humorist.
Clark var från 1865 tidningsman, varvid han särskilt skrev i ekonomiska ämnen, och utgav en industriell tidning "Textile record" i Philadelphia. Clark var i många år bosatt i Conshohocken. Under märket Max Adeler blev han mycket omtyckt för sina bullersamma skämthistorier, bland vilka märks Out of the hurly-burly; or, life in an odd corner (1874; svensk översättning "Småstadssqvaller", 1882), Elbow-room (1876), Random shots (1879; "Snärtar", 1883) och Fortunate island, and olher stories (1881; "Glitter m. fl. humoristiska berättelser", 1883).